# دبليو. باول كوك
دبليو. باول كوك (بالإنجليزية: William Paul Cook)‏ هو صحفي أمريكي، ولد في 31 أغسطس 1881 في بيتسفورد في الولايات المتحدة، وتوفي في 22 يناير 1948.